# George Bancroft
George Bancroft (Philadelphia, 30 september 1882 - Santa Monica, 2 oktober 1956) was een Amerikaans acteur.

## Biografie
Na een carrière in de Navy begon Bancroft in 1925 aan zijn filmcarrière. Zijn eerste rol speelde hij in The Pony Express naast Wallace Beery. In de jaren 20 speelde hij met de grootste filmsterren van die tijd zoals Clara Bow en William Powell.
In 1927 had hij zijn eerste hoofdrol beet in de gangsterfilm Underworld. Cineast Josef von Sternberg gaf hem nog twee hoofdrollen: na het succes van het drama The Docks of New York (1928) kwam zijn carrière tot een hoogtepunt en voor zijn hoofdrol in de misdaadfilm Thunderbolt (1929) met Fay Wray kreeg hij een Oscarnominatie voor beste hoofdrol.
Ook in de jaren 30 speelde hij in enkele belangrijke films zoals de komedie Mr. Deeds Goes to Town (1936) met Gary Cooper en Jean Arthur, de misdaadfilm Angels with Dirty Faces (1938) met Humphrey Bogart en James Cagney en de westernklassieker Stagecoach (1939) met John Wayne.
Hij beëindigde zijn filmcarrière in 1942 met de film The Bugle Sounds naast opnieuw Wallace Beery en Donna Reed. Daarna verliet hij Hollywood en begon hij een nieuw leven als rancher.
Bancroft overleed in 1956 op 74-jarige leeftijd en ligt begraven op Woodlawn Memorial Cemetery.

## Filmografie (selectie)
- 1925: The Pony Express (James Cruze)
- 1926: The Runaway (William C. deMille)
- 1926: Old Ironsides (James Cruze)
- 1927: Underworld (Josef von Sternberg)
- 1927: The Rough Riders (Victor Fleming)
- 1928: The Docks of New York (Josef von Sternberg)
- 1929: The Wolf of Wall Street (Rowland V. Lee)
- 1929: Thunderbolt (Josef von Sternberg)
- 1936: Mr. Deeds Goes to Town (Frank Capra)
- 1936: Wedding Present (Richard Wallace)
- 1938: Angels with Dirty Faces (Michael Curtiz)
- 1939: Stagecoach (John Ford)
- 1940: Young Tom Edison (Norman Taurog)
- 1940: North West Mounted Police (Cecil B. DeMille)
- 1940: Little Men (Norman Z. McLeod)
- 1941: Texas (George Marshall)

- Biblioteca Nacional de España: XX1631752
- Bibliothèque nationale de France: cb14659621k (data)
- Gemeinsame Normdatei: 141085940
- International Standard Name Identifier: 0000 0000 7779 8605
- Library of Congress Control Number: n85199187
- Nationale Bibliotheek van Israël: 987007439943105171
- Istituto Centrale per il Catalogo Unico: LO1V382983
- SNAC: w62z26h2
- Système universitaire de documentation: 077603958
- Virtual International Authority File: 66727550
- WorldCat: E39PBJfcMPdPKG977ggppBMwYP